# Варданян, Левон (футболист)
Левон Варданян (арм. Լևոն Վարդանյան; родился 2 ноября 2003, Масис) — армянский футболист, нападающий клуба «Пюник».

## Клубная карьера
Воспитанник клуба «Пюник». 25 ноября 2019 года 16-летний Левон дебютировал в основном составе «Пюника» в матче армянской Премьер-лиги против «Еревана». 17 декабря 2019 года подписал свой первый профессиональный контракт с клубом.

## Карьера в сборной
Выступал за сборные Армении до 16, до 17 лет и до 21 года.